# Branchiostegus paxtoni
Branchiostegus paxtoni är en fiskart som beskrevs av Dooley och Kailola, 1988. Branchiostegus paxtoni ingår i släktet Branchiostegus och familjen Malacanthidae. Inga underarter finns listade.